# Lancia Florida
Lancia Florida war der Name zweier Studien auf Basis der Lancia Aurelia, die von Lancia in Zusammenarbeit mit Pininfarina gebaut wurden. Beide wurden in äußerst kleiner Stückzahl gefertigt und gelten als Meisterwerke des italienischen Automobildesigns. Aus ihnen wurden später die Limousine und das Coupé des Lancia Flaminia abgeleitet.

## Florida I
Zur Herstellung des ersten Prototyps bei Pininfarina wurden 10 von 340 Angestellten der Firma Pininfarina beschäftigt (vermutlich unter der Leitung von Francesco Martinengo). Am 2. April 1955 wurde Antonio Fessia neuer technischer Direktor bei Lancia, der weitere Änderungen des Wagens initiierte. Der V6-Motor war eine Entwicklung von Francesco de Virgilio. Der Florida hatte anfangs eine herkömmliche starre De-Dion-Hinterachse.
Der erste Florida wurde im September 1955 fertiggestellt. Es hatte nach Lancia-Tradition vier gegenläufig öffnende Türen und keine B-Säule. Außer der Limousine wurde auch ein wenig bekanntes Coupé gefertigt; es war einer der ersten Wagen die das wappenförmige Lancia-Logo trugen.

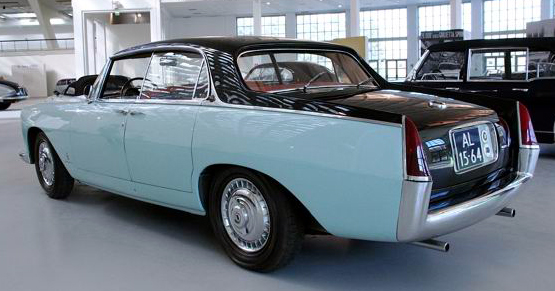
Heckansicht
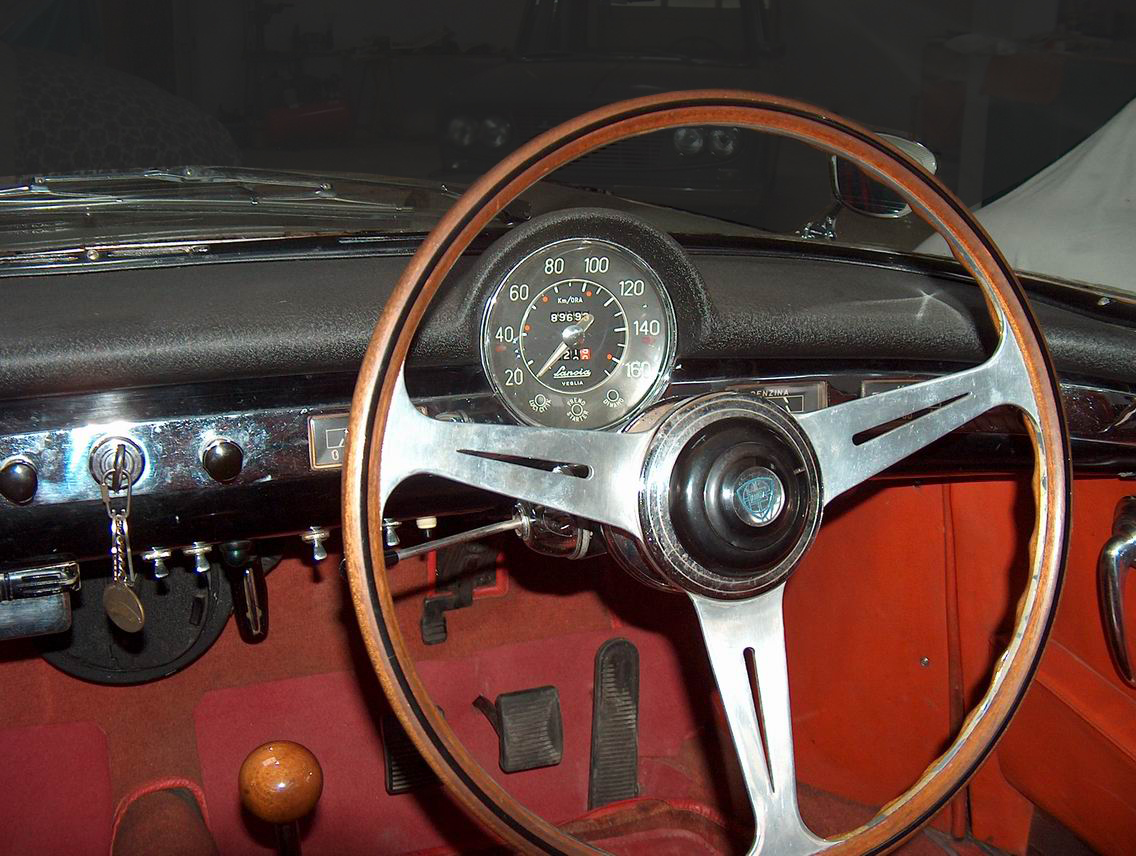
Cockpit
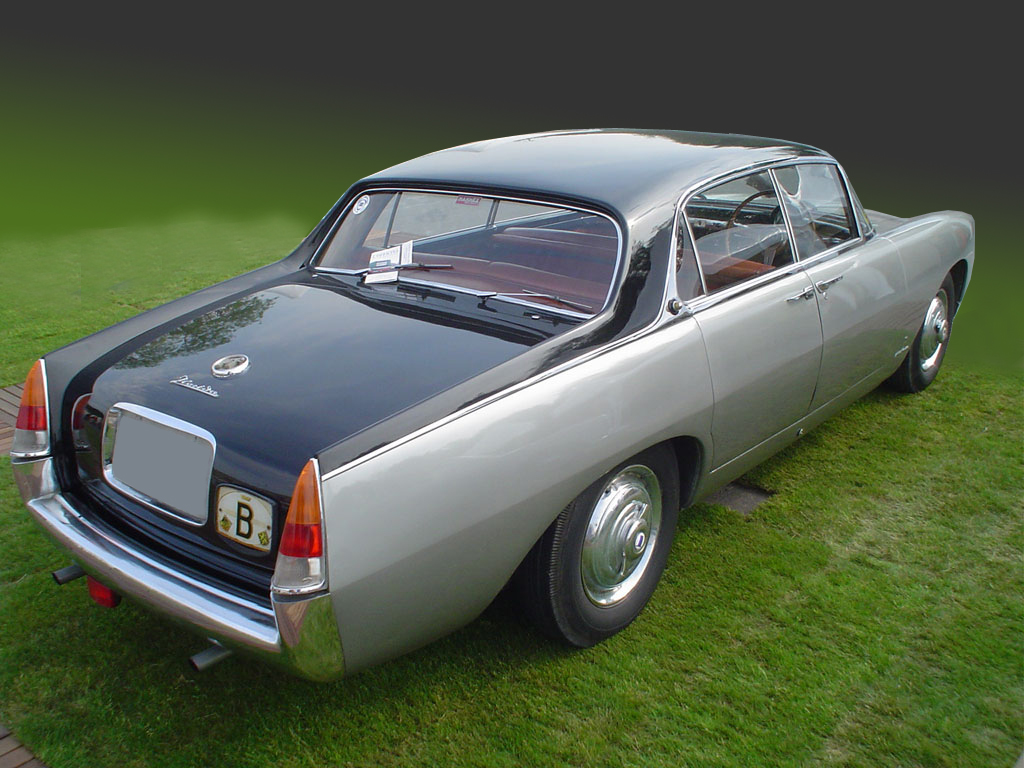
Heckansicht

## Florida II
Der Florida II war ein zweitüriges Coupé mit rahmenlosen Scheiben an den Türen. Es hatte keine B-Säule. Ein Fahrzeug wurde auch mit drei Türen gebaut, die zusätzliche Tür saß auf der Fahrerseite. 
Sein V6-Motor mit 2266 cm3 leistete 87 PS (64 kW) bei 4800 Umdrehungen pro Minute. Des Weiteren wurden zwei rechtsgelenkte Exemplare mit vier Türen angefertigt.
Dies war auch das einzige Fahrzeug, das Pininfarina bis zu seinem Tod im April 1966 regelmäßig nutzte und "als einziges in den Himmel nehmen" würde. 
Das Serienfahrzeug des Lancia Flaminia Coupé ähnelte dem Florida II, hatte jedoch eine B-Säule und war deutlich kürzer. Somit beeinflusste der Florida II als Studie mit rahmenlosen Scheiben und einem langen Heck die Merkmale des viel späteren Coupés und kann als dessen Vorläufer gelten (etwa der Coupe-Varianten des Mercedes-Benz W 124 oder des Lancia Kappa). Bruno Sacco bezeichnete den Florida II als einen von den Wagen, die er gerne gestaltet hätte. Die gegenläufig öffnenden Türen und der Verzicht auf die B-Säule fanden sich in der Studie Lancia Dialogos von 1997 wieder.

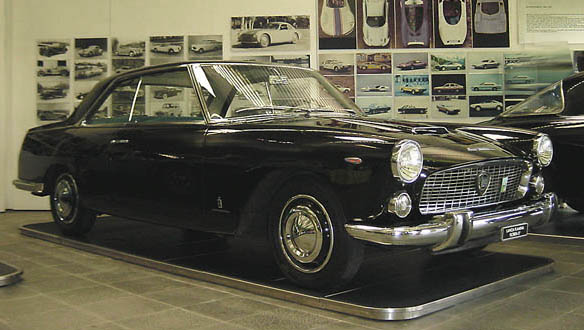
Lancia Florida II (1957)

## Lancia Flaminia
Das Serienauto debütierte 1957 auf dem Genfer Automobilsalon als Lancia Flaminia und hatte ebenfalls Getriebe und Differential an der Hinterachse zur besseren Gewichtsverteilung (Transaxle-Bauweise). Die Scheiben bekamen wieder Rahmen, und das Fahrzeug war wesentlich kürzer. Auch wurde eine B-Säule eingesetzt, obwohl ältere Lancia-Modelle ohne ausgekommen waren.
Von dem Fahrzeug gab es verschiedene Karosserievarianten: Zunächst als Limousine erschienen, folgte im Frühjahr 1958 ein Coupé und ein Jahr drauf kamen ein Coupé und ein Cabrio hinzu, die von der Carrozzeria Touring gefertigt wurden und den Zusatz GT trugen. Noch exklusiver war der ebenfalls 1959 eingeführte Zagato Sport, der von Zagato entworfen und hergestellt wurde.

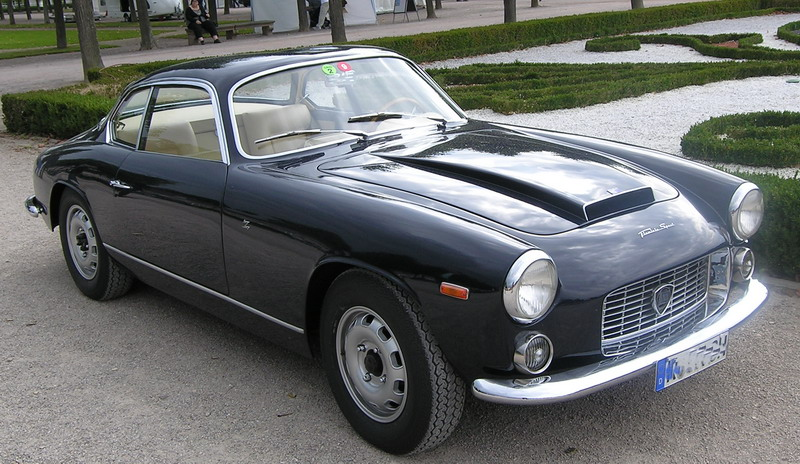
Lancia Flaminia Sport Zagato (1959)
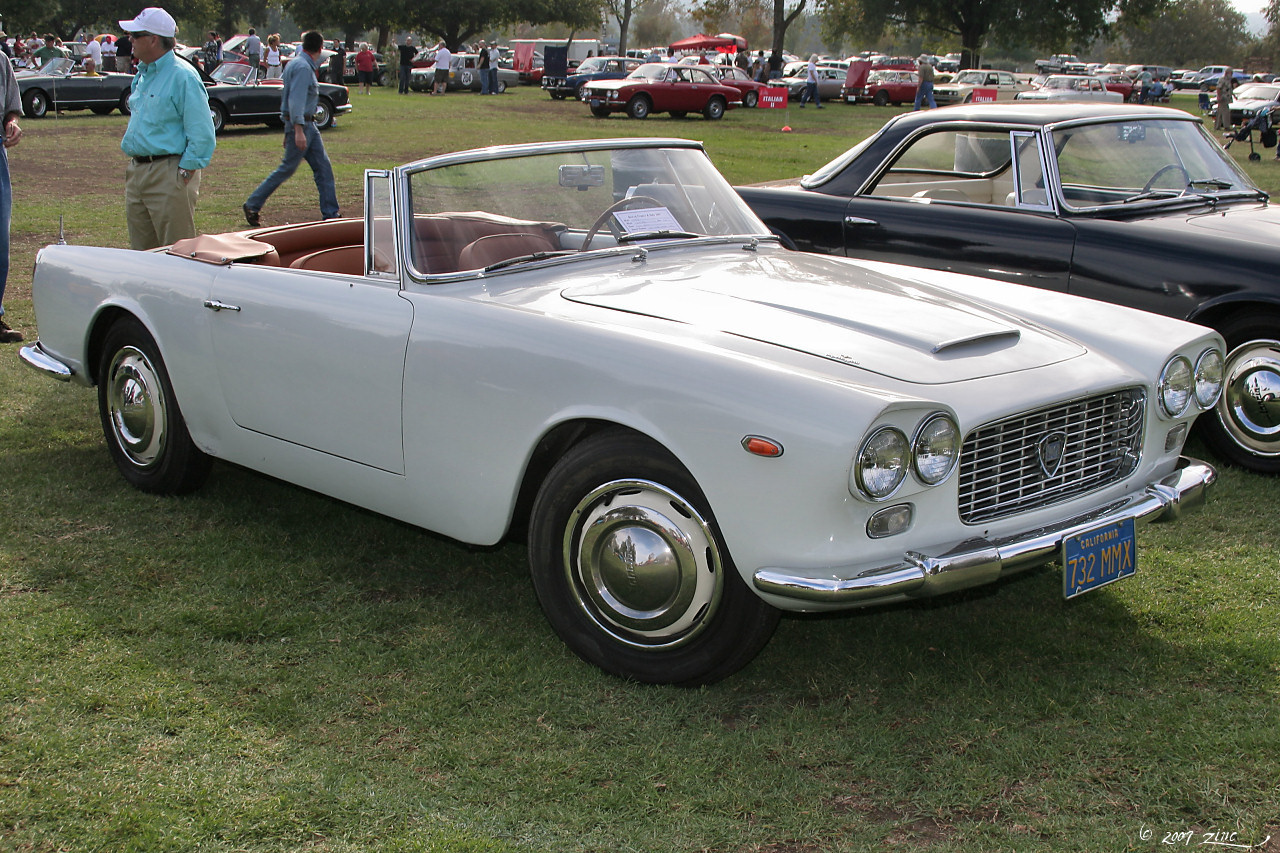
Lancia Flaminia GT Convertibile (1961)
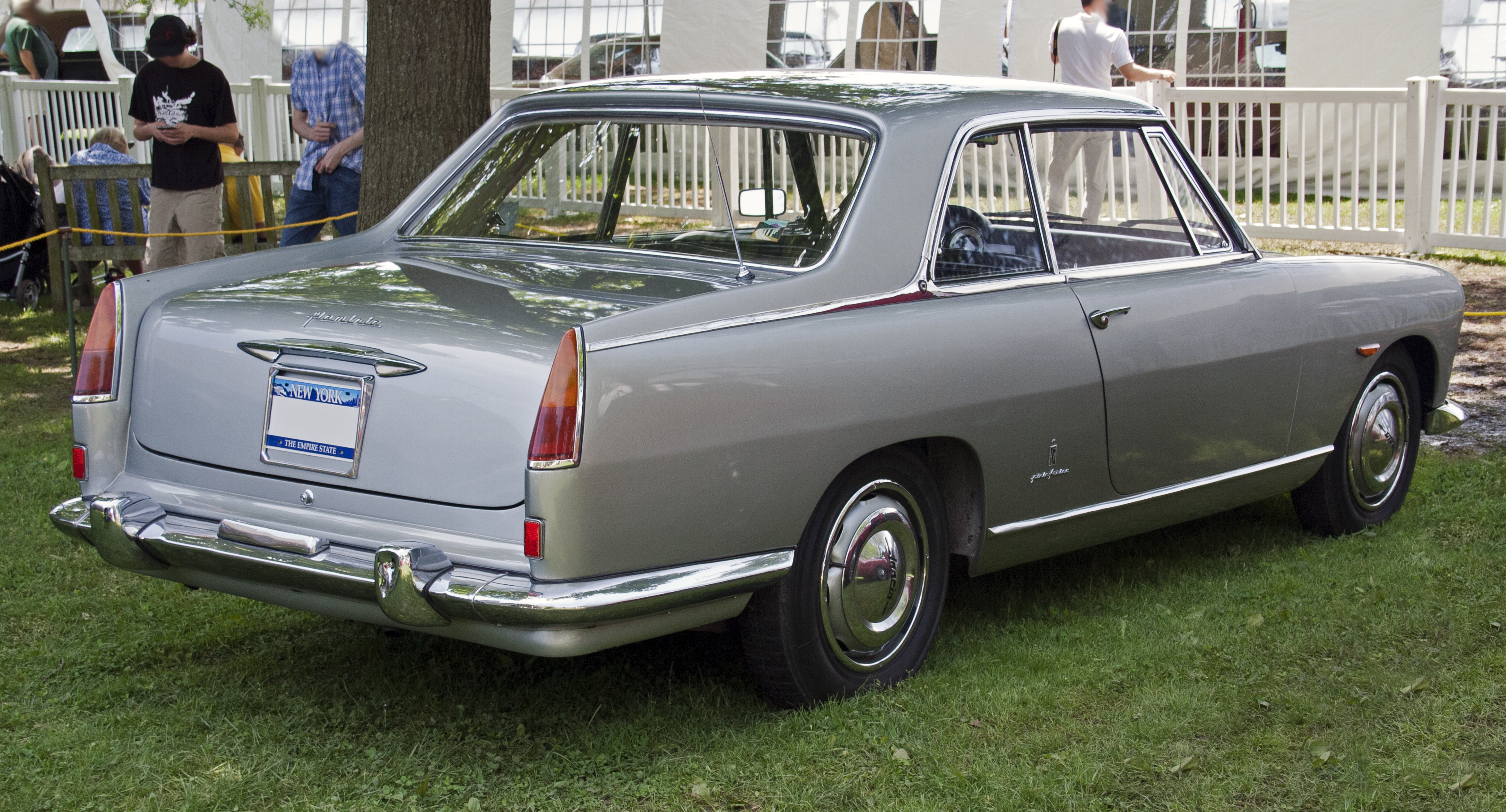
Lancia Flaminia Coupé (1964)